# Bábolnay József
Bábolnay József (Dés, 1886. november 25. – Hollywood, 1983. május 18. vagy május 28.) erdélyi származású magyar-amerikai építész, belsőépítész, iparművész.

## Életpályája
Középiskolai tanulmányait Kolozsváron végezte el. 1912–1914 között Lechner Ödön és Medgyaszay István műtermének munkatársa volt. 1913-ban diplomázott a budapesti Műegyetemen. Részt vett a Sváb Gyula-féle iskolaépítési programban, ahol egy iskolaépületet tervezett (helyszín nem ismert).
Az első világháborúban (1914–1918) az olasz és orosz fronton harcolt. 
1919–1924 között Kolozsváron élt. 1924-ben az Amerikai Egyesült Államokba ment. 1929–1930 között Thomas W. Lamb színháztervező cégének belsőépítésze volt. 1930-ban önálló építészirodát nyitott. 1931-ben elnyerte az akkori idők legnagyobb és legmodernebb zenés-táncos színháza, a New York-i Earl Carrol külső-belső dekorációs tervezési munkáira kiírt pályázatot. Chicagoba, majd a magyar származású Willy Pogány hívására Kaliforniába költözött, ahol hollywoodi filmgyárak részére díszlettervezőként az 1960-as évekig a hollywoodi filmgyárak részére, majd 1966-ig önálló építészként dolgozott. 

### Munkássága
A „Fiatalok” köréhez tartozott. Különösen jó kapcsolatot ápolt Mende Valérral. 1909-ben, A Ház című folyóiratban tette közzé székelyföldi felméréseinek egy részét. Több pályázaton nyert díjat. Vállalkozás tönkrement, anyagilag ellehetetlenült. Tervei alapján több villaépület épült, így Horváth Béla műtermes villája az arizonai Sedonában, saját háza Hollywoodban (1937). Középületei közül megemlítendő a Los Angeles-i görög katolikus templom, a denveri „Magic Mountain” vidámpark vasútállomása és tűzoltóállomása. Végrendeletében alapítványt tett a Budapesti Műszaki Egyetem építészhallgatói pályázatainak díjazására.

## Ismert épületei
- 1910 k.: elemi népiskola, Szakolca[8] (épült a Sváb Gyula-féle iskolaépítési program keretében)
- 1921 k.: Hecht-ház, Kolozsvár, Str. Dragalina 97.[8]
- 1921 k.: Renner-féle bőrgyár sporttelepe, Kolozsvár[8]

### Ismert egyéb munkái
- 1917: Hősi emlékmű, Isonzo[8]
- 1920 k.: lakóház-átépítés, Kolozsvár, Str. Republici 10.[8]
- 1931: Earl Carrol Színház külső-belső dekorációs tervezési munkái, New York

### Tervben maradt épületek
- 1908: udvarház, helyszín megjelölése nélkül (egyetemi hallgatói terv)[8]
- 1909: hegyvidéki vasútállomás, Budapest (II. díj)[8]
- 1909: Műegyetemi Football Club sportpavilonja, Budapest (II. díj)[8]
- 1913: Községháza, Csurgó (II. díj)[8]
- 1913: Bank és Kereskedelmi Rt. székháza, Temesvár (II. díj)[8]
- 1911, 1912, 1923: belső berendezési tervek[8]
- 1910-es évek: Műegyetemi diákszálló és menza, Budapest, Stoczek u. (Nagy Károllyal és Löbl Ferenccel közös munka)[8]